# Cedaredge (Colorado)
Cedaredge es un pueblo ubicado en el condado de Delta en el estado estadounidense de Colorado. En el Censo de 2010 tenía una población de 2.253 habitantes y una densidad poblacional de 444,73 personas por km².

## Geografía
Cedaredge se encuentra ubicado en las coordenadas 38°53′39″N 107°55′32″O / 38.89417, -107.92556. Según la Oficina del Censo de los Estados Unidos, Cedaredge tiene una superficie total de 5.07 km², de la cual 5.07 km² corresponden a tierra firme y (0%) 0 km² es agua.

## Demografía
Según el censo de 2010, había 2.253 personas residiendo en Cedaredge. La densidad de población era de 444,73 hab./km². De los 2.253 habitantes, Cedaredge estaba compuesto por el 94.41% blancos, el 0.18% eran afroamericanos, el 0.75% eran amerindios, el 0.58% eran asiáticos, el 0.18% eran isleños del Pacífico, el 2.53% eran de otras razas y el 1.38% pertenecían a dos o más razas. Del total de la población el 7.37% eran hispanos o latinos de cualquier raza.